# 523776
523776（五十二万三千七百七十六、ごじゅうにまんさんぜんななひゃくななじゅうろく）は自然数、また整数において、523775の次で523777の前の数である。

## 性質
- 523776 は合成数であり、約数は 80 個あり、1, 2, 3, 4, 6, 8, 11, 12, 16, 22, 24, 31, 32, 33, 44, 48, 62, 64, 66, 88, 93, 96, 124, 128, 132, 176, 186, 192, 248, 256, 264, 341, 352, 372, 384, 496, 512, 528, 682, 704, 744, 768, 992, 1023, 1056, 1364, 1408, 1488, 1536, 1984, 2046, 2112, 2728, 2816, 2976, 3968, 4092, 4224, 5456, 5632, 5952, 7936, 8184, 8448, 10912, 11904, 15872, 16368, 16896, 21824, 23808, 32736, 43648, 47616, 65472, 87296, 130944, 174592, 261888, 523776 である。
  - 約数の和は 1571328 = 523776 × 3 になるので3倍完全数である。
    - 3番目の3倍完全数である。1つ前は672 、次は459818240。(オンライン整数列大辞典の数列 A005820)
    - 10番目の倍積完全数である。1つ前は32760、次は2178540。(オンライン整数列大辞典の数列 A007691)
- 523776 = 29 × (210 − 1)
  - n = 10 のときの 2n−1(2n − 1) の値とみたとき1つ前は130816、次は2096128。(オンライン整数列大辞典の数列 A006516)
  - この形の数では 120 (n = 4)に次いで2番目であり、見つかっている最大の3倍完全数である。
  - この形の数では7番目の倍積完全数である。1つ前は8128、次は33550336。
- 1023番目の三角数である。1つ前は522753、次は524800。
- 512番目の六角数である。1つ前は521731、次は525825。